# Gerüst

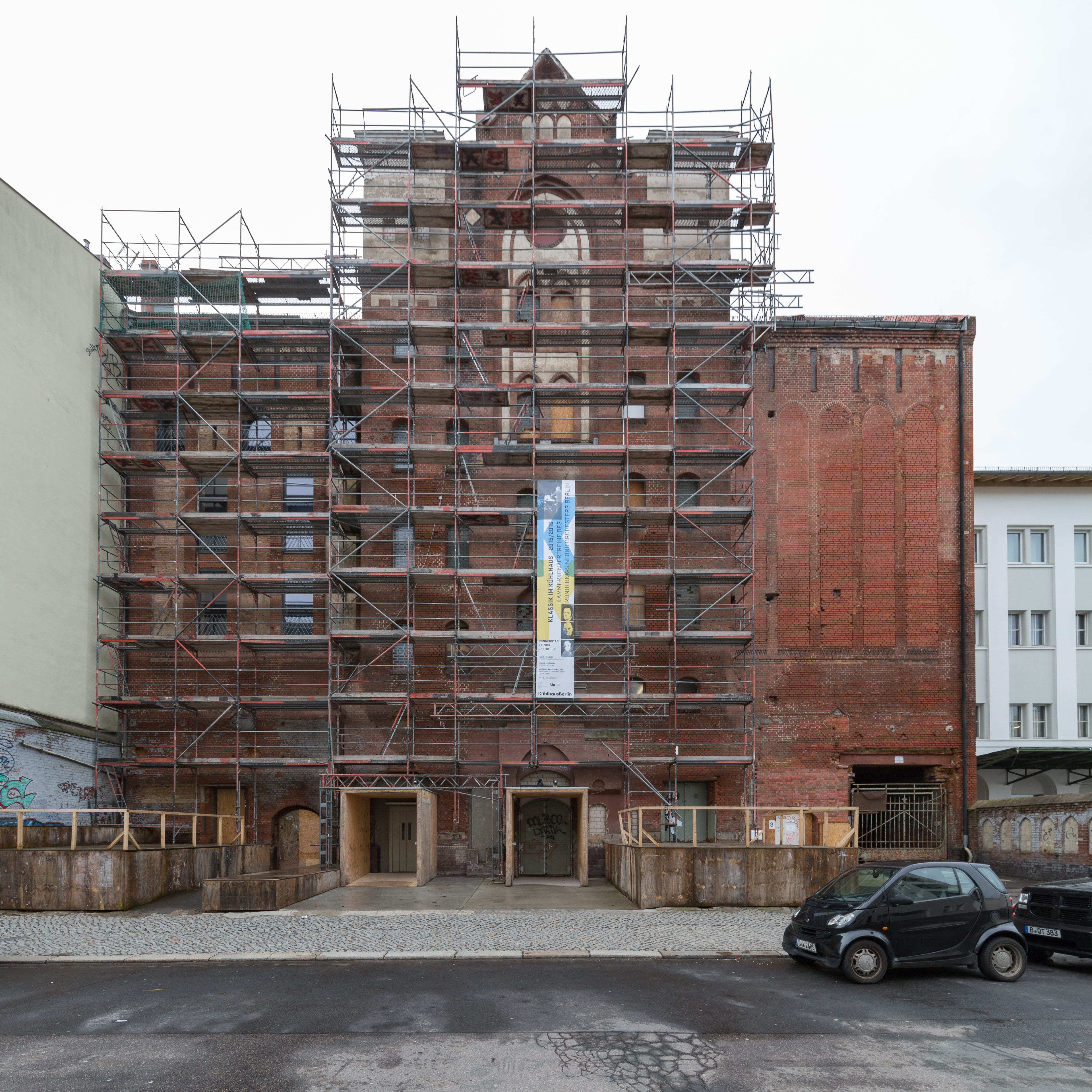
Ein Gerüst an der Fassade des Kühlhauses am Gleisdreieck in Berlin

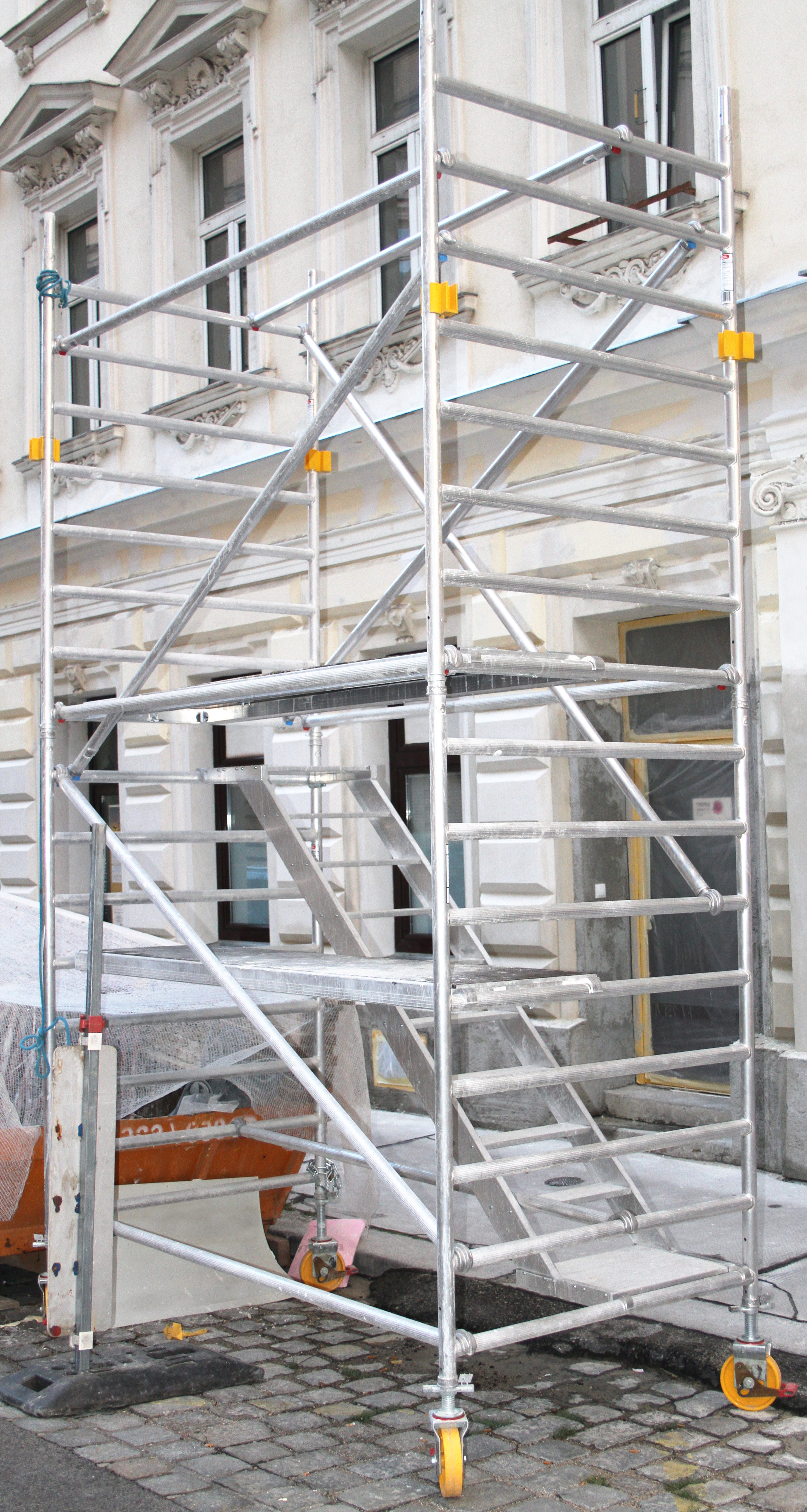
Rollgerüst

Ein Gerüst ist eine vorübergehende, im Allgemeinen wieder verwendbare Hilfskonstruktion aus meist standardisierten Gerüstbauteilen aus Holz und/oder Metall – Stahl oder Aluminium, die als Arbeitsplattform, zur Befestigung der Schalung oder als Schutzeinrichtung verwendet wird.

## Verwendungszwecke

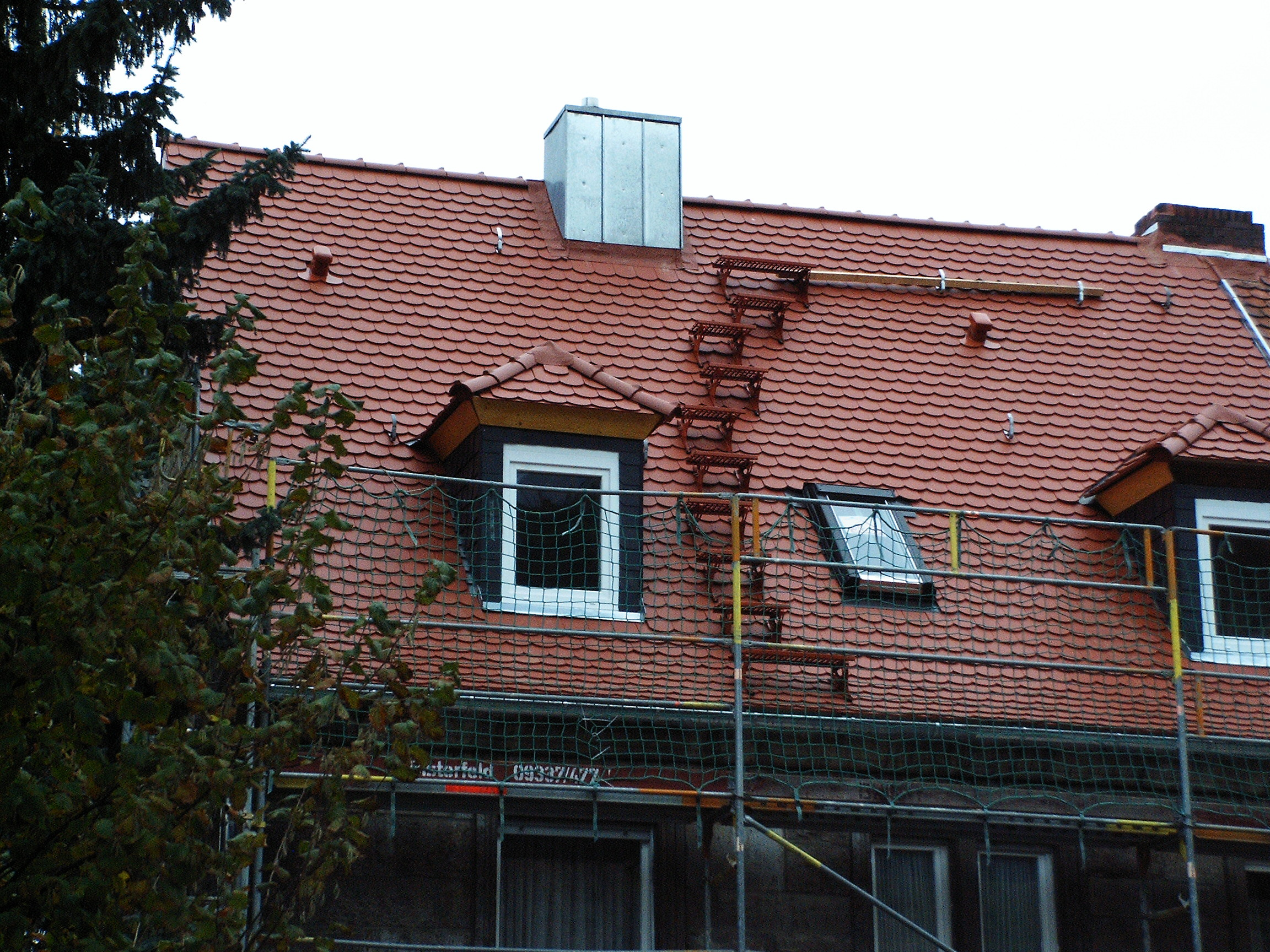
Ein Fanggerüst als Schutzgerüst

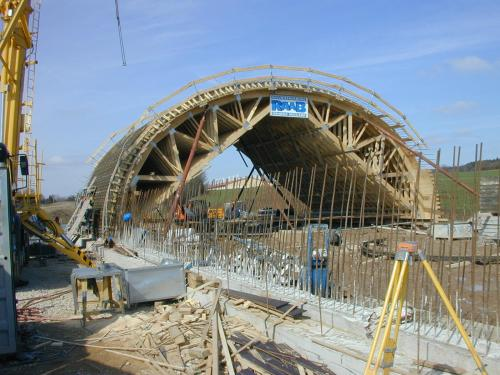
Lehrgerüst: Schalungsgerüst für eine Gewölbebrücke

### Arbeitsgerüste
Ein Arbeitsgerüst dient dazu, Arbeiten an Bauwerksteilen auszuführen, die ansonsten nicht oder nur schwer zugänglich sind, wie z. B. Verputzarbeiten oder Arbeiten an der Dachrinne. Es muss ausreichend tragfähig sein, um die darauf Arbeitenden, ihr Arbeitsgerät sowie das erforderliche Arbeitsmaterial zu tragen. Ein Arbeitsgerüst, auf dem nur ein Spengler eine Dachrinne anzubringen hat, kann also in einer leichteren Art ausgeführt sein als ein Gerüst, von dem aus Natursteinarbeiten an der Fassade ausgeführt werden. Arbeitsgerüste werden in der DIN EN 12811:2004 beschrieben.

### Schutzgerüste
Schutzgerüste sind nicht dazu gedacht, um von dort aus Arbeiten am Bauwerk auszuführen, sondern um die Arbeiter und Passanten gegen Absturz zu sichern oder um diese vor herabfallenden Bauteilen zu schützen. Das Fanggerüst ist ein solches Schutzgerüst. Es sorgt für die Absturzsicherung bei ungesicherten Arbeitsflächen wie etwa bei noch nicht hochgezogenen Wänden. Das Dachfanggerüst ist erforderlich, um die auf dem Dach Arbeitenden vor einem tieferen Absturz zu sichern. Das Dachfanggerüst dient auch als Schutz der darunter befindlichen Personen gegen herabfallende Gegenstände. Bei Flächen, über denen für einen längeren Zeitraum Arbeiten ausgeführt werden, kann es erforderlich sein, Schutzdächer auf Gerüsten anzuordnen, um Passanten oder Arbeiter vor herabfallenden Gegenständen sicher zu schützen. Schutzgerüste sind in der DIN 4420-1:2004 beschrieben.

### Lehrgerüste
Ein Lehrgerüst ist eine Hilfskonstruktion, die zum Mauern von Bögen und Gewölben verwendet wird.
Lehrgerüste werden im Betonbau Schalungsgerüste genannt und dienen zur Unterstützung der leeren Schalungsform.

## Tragsysteme

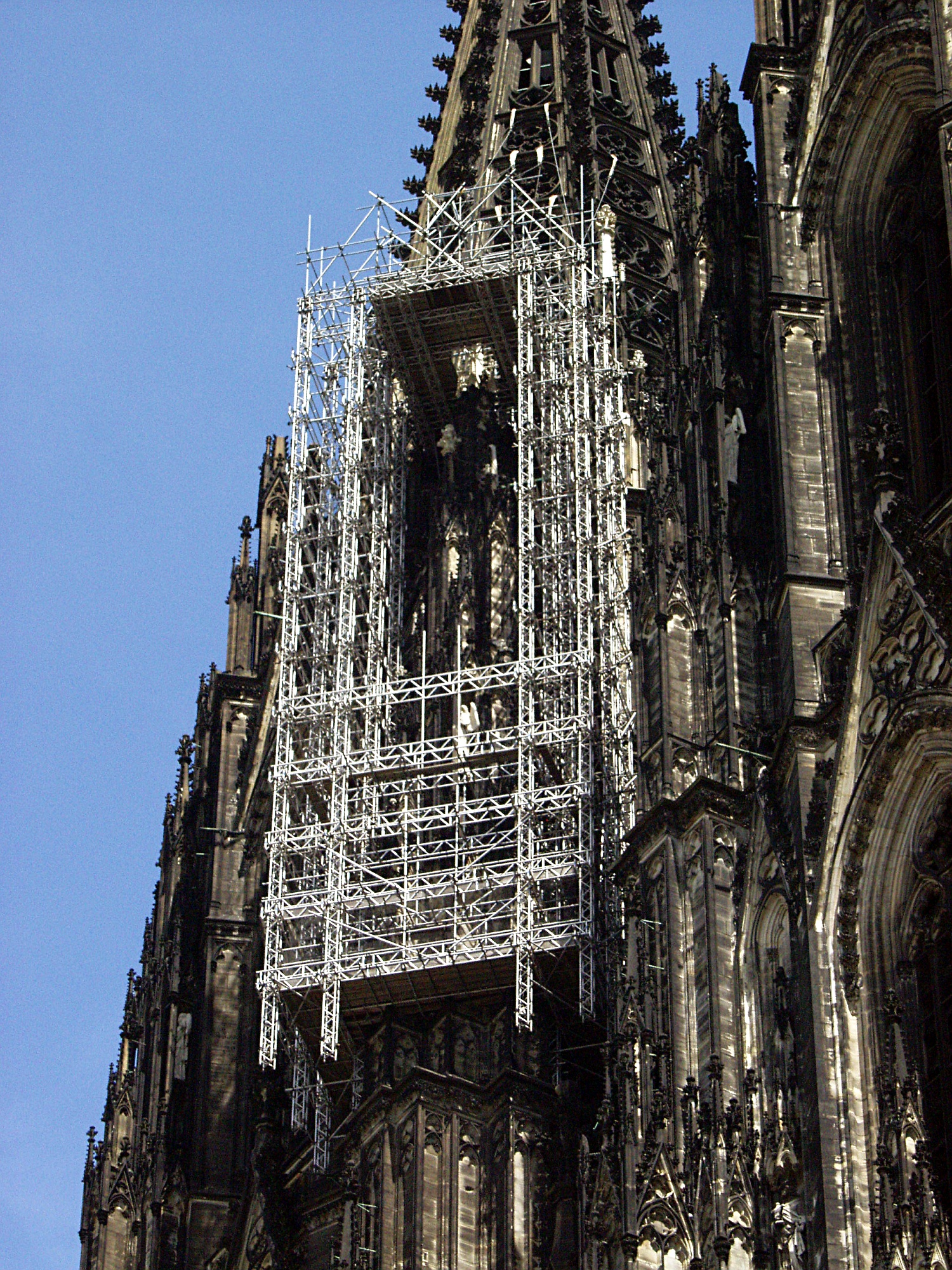
Hängegerüst am Kölner Dom

Gerüste werden auch unterschieden nach ihrem Tragsystem.

### Standgerüst
Bei einem Standgerüst sind die Belagteile an oder auf einem, auf dem Boden fest stehenden Gerüstbauteil wie einer Holzstange, einer „Leiter“ oder einem Rahmen befestigt. Dies ist das am häufigsten verwendete Tragsystem.

### Hängegerüst
Ein Hängegerüst wird dann angewendet, wenn ein Standgerüst nicht gestellt werden kann. Dies ist häufig an Brücken oder ähnlichen Bauwerken der Fall. Die Abhängung wird entweder an einem eigenen brückenähnlichen Bauteil, an einem Ausleger oder an einer Konsole befestigt.

### Auslegergerüst
Bei einem Auslegergerüst (österreichische Bezeichnung: Ausschussgerüst) werden Träger auf der Decke befestigt, auf die dann die Belagteile aufgelegt werden. Dabei ist zu beachten, dass die Wanddurchbrüche für die Träger erst nach der Demontage des Gerüstes geschlossen werden können.

### Konsolgerüst
Bei einem Konsolgerüst werden Konsolen an der Außenwand angedübelt oder in ein Stahlseil oder in einbetonierten Aufhängeschlaufen eingehängt. Standgerüste brauchen demgegenüber nur wenige Befestigungspunkte bzw. Verankerungen, die in Form von Nylondübeln oder Gewindehülsen auch in der Fassade belassen werden können.

## Ausführungsart

### Stangengerüste

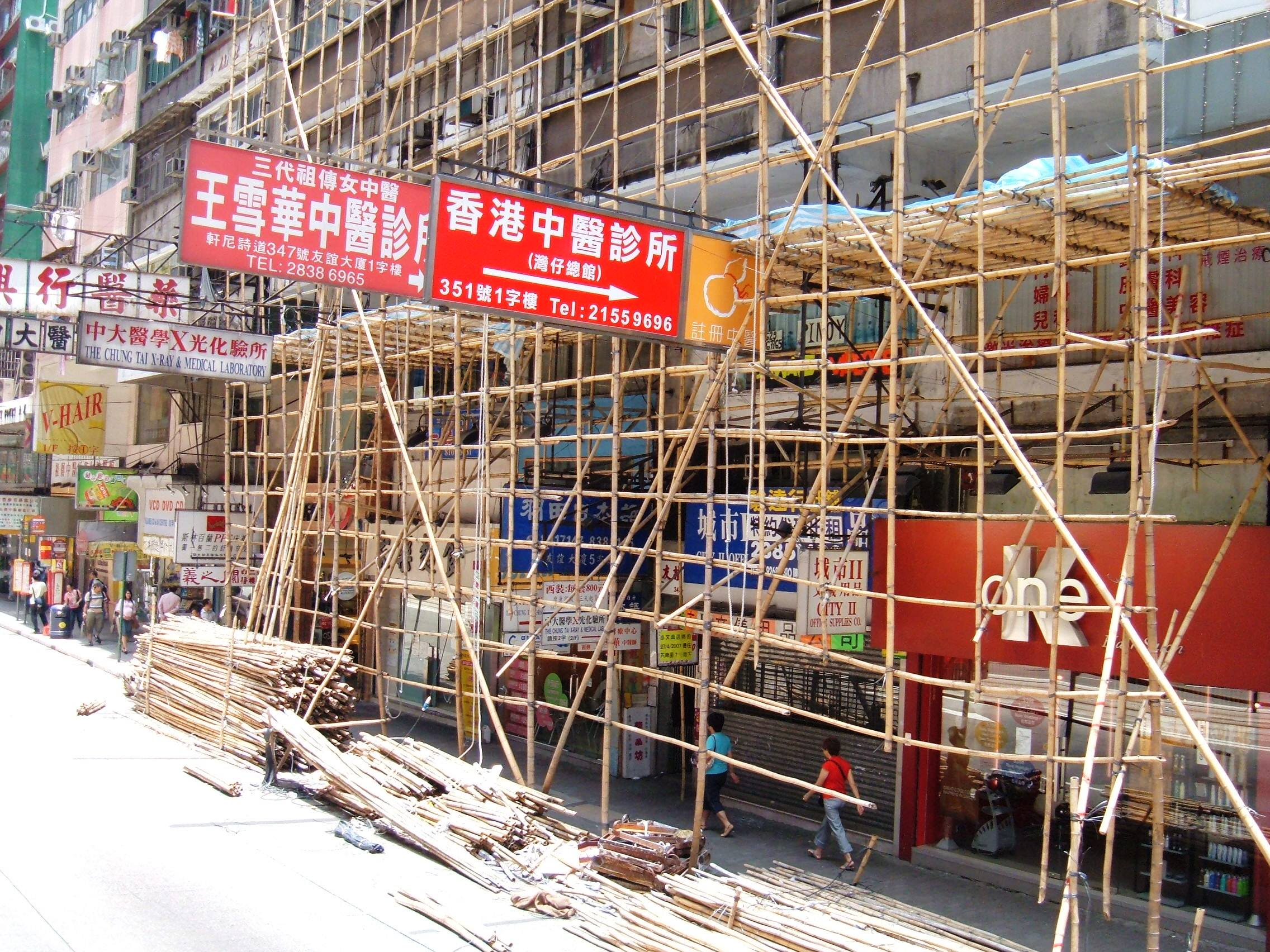
Gerüst aus Bambusstangen in Hongkong

Stangengerüste sind aus Holz- oder Bambusstangen oder aus einfachen Metallrohren.
- Holzstangengerüste sind in Deutschland nicht mehr üblich; in weniger entwickelten Ländern sind sie noch häufig anzutreffen. Holzstangen werden bzw. wurden mit Hanfseilen oder speziellen Gerüstketten verknüpft. Der Aufbau erfordert umfassendes Wissen und Können beim Binden der Bünde und Knoten, welches heute nur noch spezialisierte Gerüstbauer haben, außerdem sind Auf- und Abbau zeitaufwändig. Im asiatischen Raum werden Bambusgerüste zum Einrüsten von Hochhäusern auch heute noch verwendet, da sie seismischen Erschütterungen länger standhalten.
- Ein Rohrkupplungsgerüst oder Stahlrohr-Kupplungsgerüst besteht hauptsächlich aus glatten Stahlrohren und Kupplungen, die sie verbinden. Die Gerüstkupplungen sind aus Gussmaterial oder Blech. In besonderen baulichen Situationen können Stangengerüstkonstruktionen notwendig sein, oft in Verbindung mit Standard-Systemgerüsten.

### Leitergerüste

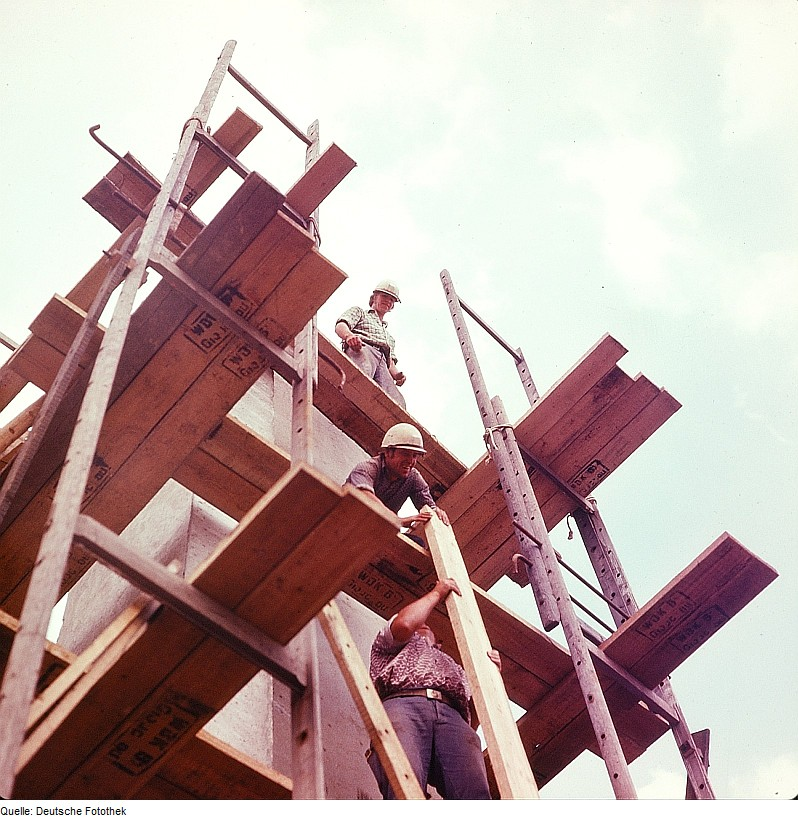
Leitergerüst

Leitergerüste gibt es seit Anfang der 1950er Jahre. Sie sind Weiterentwicklungen der Holz-Stangengerüste, bei denen zwei in regelmäßigen Abständen gelochte halbrunde Holzstangen stockwerksweise mit je mindestens zwei Sprossen verbunden sind. Diese sogenannten Leitern sind meist drei Etagen (eine Etage entspricht zwei Meter) hoch. Auf die Sprossen wurden Gerüstbohlen lose aufgelegt und an den Gerüstleitern wurden Geländerbretter und Aussteifungsdiagonalen (Bretter mit Bohrungen und Längsschlitz) angeschraubt. Der Arbeitsaufwand gegenüber dem Verknoten war dadurch schon erheblich reduziert. Außerdem gab es beim Aufstellen der Leitergerüste wesentlich weniger Fehlerquellen. Diese Gerüstart war bis zum Anfang der 1970er-Jahre verbreitet.
Der Einsatz von Holzleitergerüsten ist jedoch aus ergonomischen Gründen (sie sind schwer aufzustellen wegen des hohen Gewichts und des langen Hebelarms) und aus Gründen der Arbeitssicherheit ebenfalls eher historisch zu sehen. Die Benutzung war wegen der eingeschränkten Durchgangshöhe von manchmal weniger als 1,50 Meter und der geringen Breite von weniger als 60 Zentimeter unbequem und unzweckmäßig. Auf Grund der Betriebssicherheitsverordnung, resultierend aus dem Arbeitsschutzgesetz, einhergehend mit der erforderlichen Gefährdungsbeurteilung können sie im gewerblichen Bereich in Deutschland nicht mehr eingesetzt werden.

### Systemgerüste

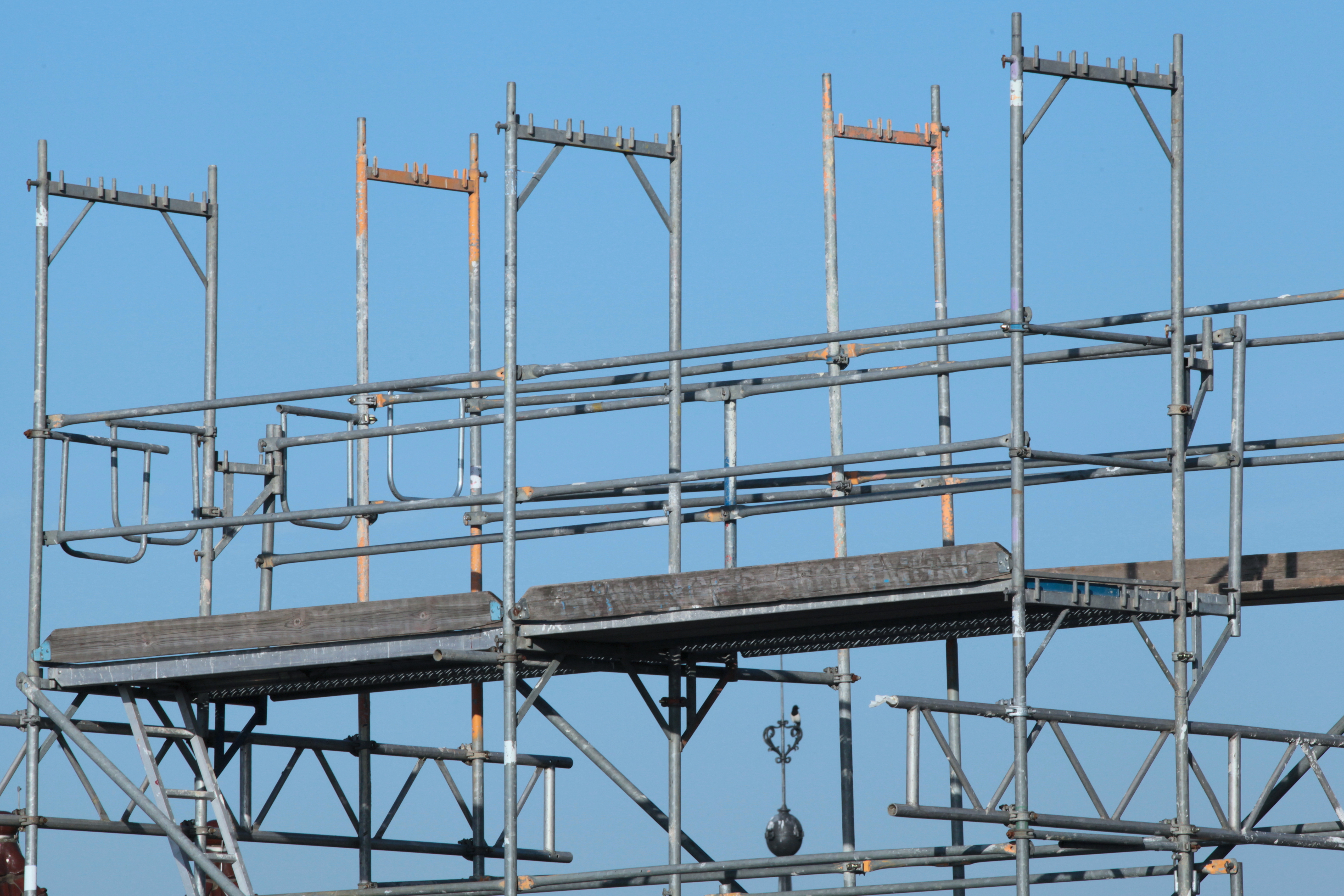
Rahmen-Systemgerüst

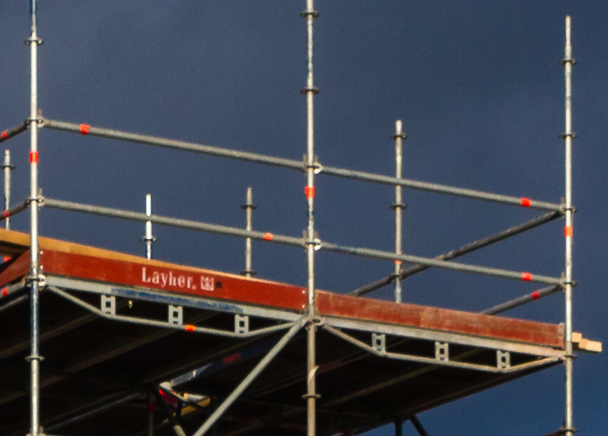
Modul-Systemgerüst

Systemgerüste haben zahlreiche Verbindungspunkte, an denen man Systembauteile anbringen und die Gerüste untereinander verbinden kann.
- Rahmengerüste sind Systemgerüste mit einer geringen Montagezeit. Im Amtsdeutsch heißen sie auch „Gerüste besonderer Bauart“; ihr statischer Nachweis muss durch Berechnungen und Versuche vom Hersteller erbracht werden. Nach der Prüfung durch das Deutsche Institut für Bautechnik (DIBt) wird dann eine befristete allgemeine bauaufsichtliche Zulassung erteilt. Eingesetzt wird das Systemrahmengerüst überwiegend als Arbeits- und Schutzgerüst für die sichere Bearbeitung von Fassaden oder als Schutzgerüst, das den Absturz von Personen oder Material verhindert. Es gibt sechs Lastklassen und sieben Breitenklassen. Je nach durchzuführender Arbeit wählt der Auftraggeber geeignete Klassen aus.
- Modulgerüste sind Systemgerüste, bei denen an den Ständern in regelmäßigen Abständen von meistens 50 Zentimetern vorgefertigte Knotenpunkte angeschweißt oder anderweitig angebracht sind. Diese dienen zum Befestigen anderer Gerüstbauteile wie Riegel, Diagonalen, Konsolen oder anderer herstellerspezifischer Bauteile. Modulgerüste sind eine Weiterentwicklung der Stahlrohr-Kupplungsgerüste. Eingesetzt werden sie überwiegend als Flächen- oder Raumgerüst, z. B. in der Industrie als Arbeits- und Schutzgerüst. Sie werden ebenfalls in sechs Lastklassen eingeteilt.

## Teile des Gerüstes

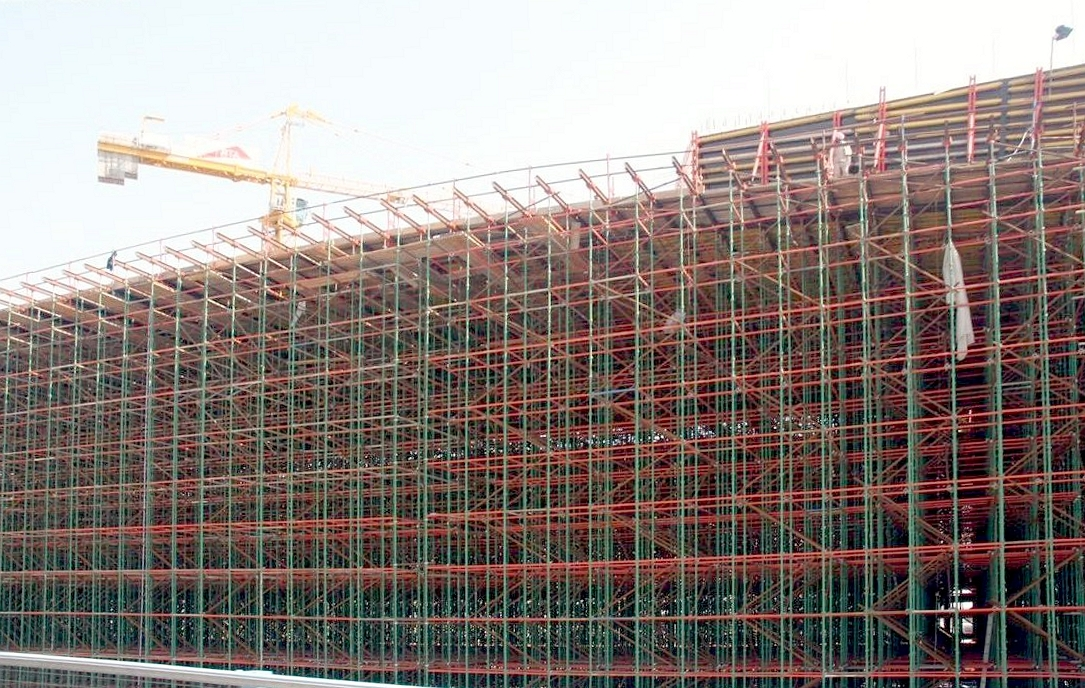
Gerüst an der New Al Garhoud Bridge in Dubai

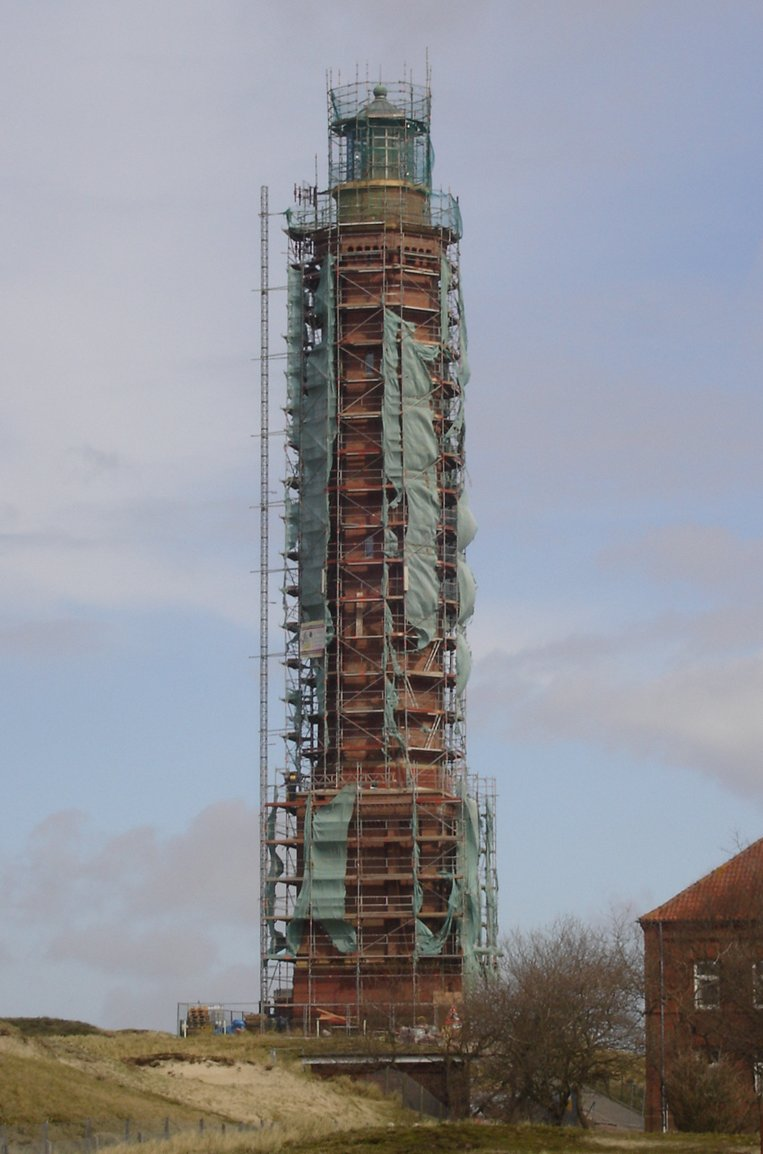
Standgerüst am Norderneyer Leuchtturm

### Rahmen, Böden, Leitern
Gerüste bestehen im Wesentlichen aus wenigen unterschiedlichen Einzelteilen.
Die senkrechten Rahmen oder Modulsteher stehen auf Füßen, die durch eine Spindel höhenverstellbar sind, so dass Unebenheiten des Untergrundes ausgeglichen werden können. Auf einen Rahmen kann oben ein weiterer Rahmen aufgesteckt werden. Auf die Rahmen werden Böden oder Gerüstmatten gelegt, die die Etagen des Gerüstes bilden. Moderne Systemgerüste klemmen die Böden zwischen den beiden Rahmen so ein, dass sie nicht aus Versehen oder durch Windsog herausgehoben werden können. Für einen reibungslosen Auf- und Abbau ist es wichtig, dass alle Rahmen genau senkrecht stehen und alle Gerüstböden waagerecht liegen.
Den Auf- und Abstieg zwischen den Etagen ermöglichen die Leitergänge, die heute in der Regel aus speziellen Gerüstböden mit eingearbeiteter Klappe und festmontierter, hochklappbarer Leiter bestehen.

### Sicherung der Statik
Die Rahmen leiten die Lasten in den Baugrund ab, die Gerüstböden verhindern, dass einzelne Rahmen umfallen und versteifen das Gerüst horizontal. An der Außenseite des Gerüstes werden diagonal verlaufende Streben angebracht, die verhindern, dass das ganze Gerüst in Längsrichtung umfallen kann. Damit es nicht in Querrichtung umfällt, wird das Gerüst in der Regel durch Ösenschrauben in speziellen Gerüstdübeln am Gebäude verankert.
Grundsätzlich ist für jedes Gerüst – das keiner Regelausführung entspricht – ein Standsicherheitsnachweis der Statik erforderlich. Bei Systemgerüsten kann er unter der Voraussetzung des bestimmungsgemäßen Gebrauchs durch die Typenzulassung ersetzt werden.

### Sicherung der Außenseiten
Die Vertikalrohre der Rahmen sind mit Befestigungsmöglichkeiten ausgestattet, an denen in zwei Ebenen Geländer eingehängt werden. Unten muss außerdem ein Bordbrett zwischen die Stützen geklemmt werden, damit man nicht beim Ausrutschen unter den Geländern hindurchgleiten kann und damit kein Material nach unten fallen kann. Auch die Schmal- oder Stirnseiten werden durch Geländer und Stirnbordbretter gesichert. Man spricht hier auch von einem dreiteiligen Seitenschutz.
Die Außenseiten können weiterhin durch Schutznetze, Gerüstplanen oder Schutzwände abgesichert werden. Gerüstplanen können flatterfrei am Gerüst befestigt werden. Sie dienen in erster Linie dem Schutz vor Witterungseinflüssen und halten insbesondere Wind und Regen oder Schnee vom Gerüst und den arbeitenden Personen ab.

### Konsolen und Gitterträger
Um das Gerüst den Konturen eines Gebäudes wie beispielsweise an auskragende Gesimse anzupassen, können an die Stützen Konsolen montiert werden, in die weitere Belagbohlen eingehängt werden können. Größere Abstände, z. B. für Einfahrten, können durch den Einbau von Gitterträgern überbrückt werden.
An systemfreien Gitterträgern werden die untersten Rahmen dabei mit Kupplungen nach EN74 befestigt. Bei systemgebundenen Gitterträgern werden die jeweiligen herstellerspezifischen Systemverbindungen genutzt.

### Aufzüge
Große Gerüste werden mit Kletteraufzügen zum Material- und Personentransport ausgestattet.
Aufzüge für den Materialtransport werden erst ab einer Gerüsthöhe von 14 Metern und einer Gerüstbreite von 10 Metern vorgeschrieben, sind aber auch schon in geringeren Höhen unter Umständen wirtschaftlich und ergonomisch sinnvoll.
Bei den Aufzügen unterscheidet man:
- Bauaufzüge, die in der Regel nur für Materialtransporte zugelassen sind. Es gibt allerdings auch für den Transport von Personen zugelassene Bauaufzüge. Hier gelten dann wesentlich strengere Vorschriften und geringere Hubgeschwindigkeiten.
- Transportbühnen sind ausschließlich für den Materialtransport sowie zur Montagefahrt beim Aufstellen der Bühne zugelassen.
- Mastgeführte Kletterarbeitsbühnen sind für den Materialtransport sowie für den Personentransport zugelassen.

Die jeweiligen Ankerraster sind der Aufbau- und Verwendungsanleitung, die an jedem der verschiedenen Hebemittel aushängen müssen, zu entnehmen. Darin sind auch die Tragfähigkeit und die Aufstellbedingungen zu finden.

## Normen
Europaweit gelten für Arbeitsgerüste die Euronormen EN 12810 bzw. EN 12811 mit ihren Teilen.
In Deutschland unterscheidet man in der Normung zwischen Arbeits- und Schutzgerüsten. Deshalb gibt es auch in Deutschland für Schutzgerüste eine eigene „Restnorm“ DIN 4420-3-2006-01 mit ausgewählten Gerüstbauarten und ihren Regelausführungen.
Für Traggerüste hingegen gelten europaweit EN 12812:2004 und EN 12813:2004 (die EN 12813 wurde in Deutschland allerdings nicht bauaufsichtlich eingeführt und findet in der Praxis keine Anwendung).
Fahrgerüste bzw. Rollgerüste werden von DIN 4422-1 bzw. HD 1004:1992 geregelt. Weitere DIN-Normen und Euronormen regeln die Anforderungen an einzelne Gerüstteile.
DIN 18451 VOB/C Allgemeine Technische Vertragsbedingungen für Bauleistungen. Gerüstarbeiten bildet meistens die Grundlage für Ausführung und Abrechnung.
Außerdem sind die Arbeitsschutzvorschriften zu beachten.
Für die Zulassung von Gerüsten sind ferner die Zulassungsrichtlinien des DIBt zu beachten. Hier werden detaillierte Anforderungen gestellt die z. T. deutlich über die normativen Vorgaben hinausgehen, die für eine Zulassung eingehalten werden müssen.

## Arbeitsschutzvorschriften
In den Arbeitsschutzvorschriften wird unterschieden zwischen dem:
- Erstellen des Gerüstes
- Bereitstellen eines Gerüstes
- Benutzen des Gerüstes durch Arbeitgeber
- Unfall

Beim Erstellen eines Gerüstes hat der Gerüstbaubetrieb das Arbeitsschutzgesetz, seine Verordnung, hier Betriebssicherheitsverordnung, und die Technische Regeln für Betriebssicherheit TRBS 1203, 2121 Teil 1 und 2, Gerüstaufstiege und Anlegeleitern, einzuhalten. Bei Einhaltung der „Technischen Regeln für Betriebssicherheit“ kann der Arbeitgeber insoweit die Vermutung der Einhaltung der Vorschriften der Betriebssicherheitsverordnung für sich geltend machen.
Das Erstellen des Gerüstes darf nach der TRBS 1203 nur von einer befähigten Person und geeigneten und unterwiesenen Beschäftigten vorgenommen werden.
Bereitstellen eines Gerüstes bedeutet, dass es nach den DIN-Vorschriften, Aufbau- und Verwendungsanleitung oder ganz bzw. teilweise nach einer Festigkeits- und Standfestigkeitsberechnung aufgebaut und gekennzeichnet ist und für die Verwendung nach dem Produktsicherheitsgesetz bereitgestellt wird.
Das Geräte- und Produktsicherheitsgesetz wurde am 1. Dezember 2011 durch das Produktsicherheitsgesetz ersetzt. Das Erstellen eines Arbeitsmittels Gerüst, dessen Sicherheit von Montagebedingungen abhängt ist in § 10 „Prüfung der Arbeitsmittel“, § 11 „Aufzeichnung der Prüfergebnisse“ und Anhang 2 Nr. 5.2 „Besondere Vorschriften für die Benutzung von Gerüsten“ geregelt.
Zum Benutzen des Gerüstes durch den Arbeitgeber muss dieser das Gerüst vor dem ersten Betreten der Beschäftigten von einer befähigten Person überprüfen lassen. Ist der Arbeitgeber oder der Beschäftigte keine befähigte Person nach TRBS 1203, hat der Arbeitgeber dies durch eine externe befähigte Person überprüfen zu lassen. Vor Aufnahme der Arbeiten durch Beschäftigte hat der Arbeitgeber für die Arbeitsstätte durch eine dokumentarische Gefährdungsbeurteilung die Gefährdungen zu ermitteln und die Beschäftigte entsprechend zu unterweisen. Hier hat er die Beschäftigten auch zu informieren, dass Umbauarbeiten am Gerüst nur durch eine befähigte Person und geeignete Mitarbeiter des Gerüsterbauers vorgenommen werden dürfen.
Bei einem Unfall hat dies zur Folge, dass der Unternehmer, dessen Mitarbeiter auf einem nicht vorschriftsgemäß erstellen Arbeitsmittel „Gerüst“ verunfallt ist, an erster Stelle als Schuldiger steht und nicht die erstellende Gerüstbaufachfirma. Der Grund ist, dass die vom Arbeitgeber benannte befähigte Person, die der Arbeitgeber auch selbst sein kann, sich vor der ersten Benutzung des Gerüstes (TRBS 2121 Teil 1, Nr. 5.3) von der augenscheinlichen Mängelfreiheit und sicheren Funktion des Gerüstes abhängig von der jeweiligen Nutzung überzeugen muss.
Da an die Befähigte Person laut TRBS 1203 hohe Anforderungen in der Ausbildung gestellt werden, wird für die „augenscheinliche Prüfung“ ein hohes Maß an Sachverstand vorausgesetzt.

## Gerüstbauvertrag
Der Gerüstbauvertrag besteht aus den Leistungen: Anliefern, Aufbau, Vorhaltung, Demontage und Abtransport. Er hat die Besonderheit, dass das „Werk“ nicht in das Eigentum des Bestellers übergeht. Während der Auf- und Abbau des Gerüsts als Werkvertrag zu qualifizieren ist, erfüllt das Vorhalten des Gerüsts die Kriterien des Mietvertrages. Es handelt sich dabei um einen gemischten Vertrag, so dass strittig ist, welche Rechtsvorschriften auf den Gerüstbauvertrag anzuwenden sind.

## Hersteller von Systemgerüsten (Auswahl)
- Doka
- Layher
- Peri
- Altrad Plettac Assco
- Hünnebeck

## Weitere Begriffe zum Thema Gerüst
Im übertragenen Sinne bezeichnet Gerüst aber auch einen Plan, Entwurf oder Aufbau, der eine Ausführung grundlegend vorbereitet (Gedankengerüst, Gerüst für den Roman etc.).
Allgemein bezeichnet man als Gerüst auch eine Kletterhilfe, die das Erreichen gewisser Höhen ermöglichen soll. Es gibt dabei Spielgerüste und solche zum Bau.